# NHL (1926/1927)
Sezon NHL 1926-1927 był dziesiątym sezonem ligi NHL. Dziesięć zespołów rozegrało po 44 mecze w sezonie zasadniczym. Puchar Stanleya zdobył zespół Ottawa Senators. W tym sezonie postanowiono po raz pierwszy podzielić ligę na dwie dywizje.

## Sezon zasadniczy
M = Mecze, W = Wygrane, P = Przegrane, R = Remisy, PKT = Punkty, GZ = Gole Zdobyte, GS = Gole Stracone, KwM = Kary w minutach
| Dywizja Kanadyjska   | M  | W  | P  | R | PKT | GZ | GS | KwM |
| -------------------- | -- | -- | -- | - | --- | -- | -- | --- |
| Ottawa Senators      | 44 | 30 | 10 | 4 | 64  | 86 | 69 | 607 |
| Montreal Canadiens   | 44 | 28 | 14 | 2 | 58  | 99 | 67 | 395 |
| Montreal Maroons     | 44 | 20 | 20 | 4 | 44  | 71 | 68 | 716 |
| New York Americans   | 44 | 17 | 25 | 2 | 36  | 82 | 91 | 349 |
| Toronto St. Patricks | 44 | 15 | 24 | 5 | 35  | 79 | 94 | 546 |

| Dywizja Amerykańska | M  | W  | P  | R | PKT | GZ  | GS  | KwM |
| ------------------- | -- | -- | -- | - | --- | --- | --- | --- |
| New York Rangers    | 44 | 25 | 13 | 6 | 56  | 95  | 72  | 385 |
| Boston Bruins       | 44 | 21 | 20 | 3 | 45  | 97  | 89  | 521 |
| Chicago Black Hawks | 44 | 19 | 22 | 3 | 41  | 115 | 116 | 448 |
| Pittsburgh Pirates  | 44 | 15 | 26 | 3 | 33  | 79  | 108 | 230 |
| Detroit Cougars     | 44 | 12 | 28 | 4 | 28  | 76  | 105 | 409 |

### Najlepsi strzelcy
| Zawodnik          | Drużyna                         | Mecze | Bramki | Asysty | Punkty |
| ----------------- | ------------------------------- | ----- | ------ | ------ | ------ |
| Bill Cook         | New York Rangers                | 44    | 33     | 4      | 37     |
| Dick Irvin        | Chicago Black Hawks             | 43    | 18     | 18     | 36     |
| Howie Morenz      | Montreal Canadiens              | 44    | 25     | 7      | 32     |
| Frank Fredrickson | Detroit Cougars / Boston Bruins | 44    | 18     | 13     | 31     |
| Babe Dye          | Chicago Black Hawks             | 41    | 25     | 5      | 30     |
| Ace Bailey        | Toronto Maple Leafs             | 42    | 15     | 13     | 28     |
| Frank Boucher     | New York Rangers                | 44    | 13     | 15     | 28     |
| Billy Burch       | New York Americans              | 43    | 19     | 8      | 27     |
| Harry Oliver      | Boston Bruins                   | 42    | 18     | 6      | 24     |
| Duke Keats        | Boston Bruins / Detroit Cougars | 42    | 16     | 8      | 24     |

## Playoffs

### Półfinały dywizji
| Dywizja Kanadyjska                                                              | Dywizja Kanadyjska                    | Dywizja Kanadyjska                    | Dywizja Kanadyjska                    | Dywizja Kanadyjska                    | Dywizja Kanadyjska                    |
| Montreal Maroons – Montreal Canadiens                                           | Montreal Maroons – Montreal Canadiens | Montreal Maroons – Montreal Canadiens | Montreal Maroons – Montreal Canadiens | Montreal Maroons – Montreal Canadiens | Montreal Maroons – Montreal Canadiens |
| Data                                                                            | Wyjazd                                | Wyjazd                                | Dom                                   | Dom                                   |                                       |
| ------------------------------------------------------------------------------- | ------------------------------------- | ------------------------------------- | ------------------------------------- | ------------------------------------- | ------------------------------------- |
| 29 marca                                                                        | Mtl. Canadiens                        | 1                                     | 1                                     | Mtl. Maroons                          |                                       |
| 31 marca                                                                        | Mtl. Maroons                          | 0                                     | 1                                     | Mtl. Canadiens                        |                                       |
| Montreal Canadiens wygrało bramkami 2:1 i zakwalifikowali się do finału dywizji |                                       |                                       |                                       |                                       |                                       |

| Dywizja Amerykańska                                                         | Dywizja Amerykańska                | Dywizja Amerykańska                | Dywizja Amerykańska                | Dywizja Amerykańska                | Dywizja Amerykańska                |
| Chicago Blackhawks – Boston Bruins                                          | Chicago Blackhawks – Boston Bruins | Chicago Blackhawks – Boston Bruins | Chicago Blackhawks – Boston Bruins | Chicago Blackhawks – Boston Bruins | Chicago Blackhawks – Boston Bruins |
| Data                                                                        | Wyjazd                             | Wyjazd                             | Dom                                | Dom                                |                                    |
| --------------------------------------------------------------------------- | ---------------------------------- | ---------------------------------- | ---------------------------------- | ---------------------------------- | ---------------------------------- |
| 29 marca                                                                    | Boston                             | 6                                  | 1                                  | Chicago                            |                                    |
| 31 marca                                                                    | Chicago                            | 4                                  | 4                                  | Boston                             |                                    |
| Boston Bruins wygrało bramkami 10:5 i zakwalifikowali się do finału dywizji |                                    |                                    |                                    |                                    |                                    |

### Finały dywizji
| Dywizja Kanadyjska                                                  | Dywizja Kanadyjska                   | Dywizja Kanadyjska                   | Dywizja Kanadyjska                   | Dywizja Kanadyjska                   | Dywizja Kanadyjska                   |
| Montreal Canadiens – Ottawa Senators                                | Montreal Canadiens – Ottawa Senators | Montreal Canadiens – Ottawa Senators | Montreal Canadiens – Ottawa Senators | Montreal Canadiens – Ottawa Senators | Montreal Canadiens – Ottawa Senators |
| Data                                                                | Wyjazd                               | Wyjazd                               | Dom                                  | Dom                                  |                                      |
| ------------------------------------------------------------------- | ------------------------------------ | ------------------------------------ | ------------------------------------ | ------------------------------------ | ------------------------------------ |
| 2 kwietnia                                                          | Ottawa                               | 4                                    | 0                                    | Mtl. Canadiens                       |                                      |
| 4 kwietnia                                                          | Mtl. Canadiens                       | 1                                    | 1                                    | Ottawa                               |                                      |
| Ottawa wygrała bramkami 5:1 i awansowała do finału Pucharu Stanleya |                                      |                                      |                                      |                                      |                                      |

| Dywizja Amerykańska                                                | Dywizja Amerykańska              | Dywizja Amerykańska              | Dywizja Amerykańska              | Dywizja Amerykańska              | Dywizja Amerykańska              |
| Boston Bruins – New York Rangers                                   | Boston Bruins – New York Rangers | Boston Bruins – New York Rangers | Boston Bruins – New York Rangers | Boston Bruins – New York Rangers | Boston Bruins – New York Rangers |
| Data                                                               | Wyjazd                           | Wyjazd                           | Dom                              | Dom                              |                                  |
| ------------------------------------------------------------------ | -------------------------------- | -------------------------------- | -------------------------------- | -------------------------------- | -------------------------------- |
| 2 kwietnia                                                         | NY Rangers                       | 0                                | 0                                | Boston                           |                                  |
| 4 kwietnia                                                         | Boston                           | 3                                | 1                                | NY Rangers                       |                                  |
| Boston wygrał bramkami 3:1 i awansowała do finału Pucharu Stanleya |                                  |                                  |                                  |                                  |                                  |

### Finał Pucharu Stanleya
| Boston Bruins – Ottawa Senators              | Boston Bruins – Ottawa Senators | Boston Bruins – Ottawa Senators | Boston Bruins – Ottawa Senators | Boston Bruins – Ottawa Senators | Boston Bruins – Ottawa Senators |
| Data                                         | Wyjazd                          | Wyjazd                          | Dom                             | Dom                             |                                 |
| -------------------------------------------- | ------------------------------- | ------------------------------- | ------------------------------- | ------------------------------- | ------------------------------- |
| 7 kwietnia                                   | Ottawa                          | 0                               | 0                               | Boston                          |                                 |
| 9 kwietnia                                   | Ottawa                          | 3                               | 1                               | Boston                          |                                 |
| 11 kwietnia                                  | Boston                          | 1                               | 1                               | Ottawa                          |                                 |
| 13 kwietnia                                  | Boston                          | 1                               | 3                               | Ottawa                          |                                 |
| Ottawa wygrała 2:0 i zdobyła Puchar Stanleya |                                 |                                 |                                 |                                 |                                 |

## Nagrody
| Hart Memorial Trophy:      | Herb Gardiner, Montreal Canadiens     |
| Lady Byng Memorial Trophy: | Billy Burch, New York Americans       |
| Vezina Trophy:             | George Hainsworth, Montreal Canadiens |